# Русское обозрение (журнал XIX века)
«Ру́сское обозре́ние» — журнал, издававшийся в Российской империи в конце XIX века.

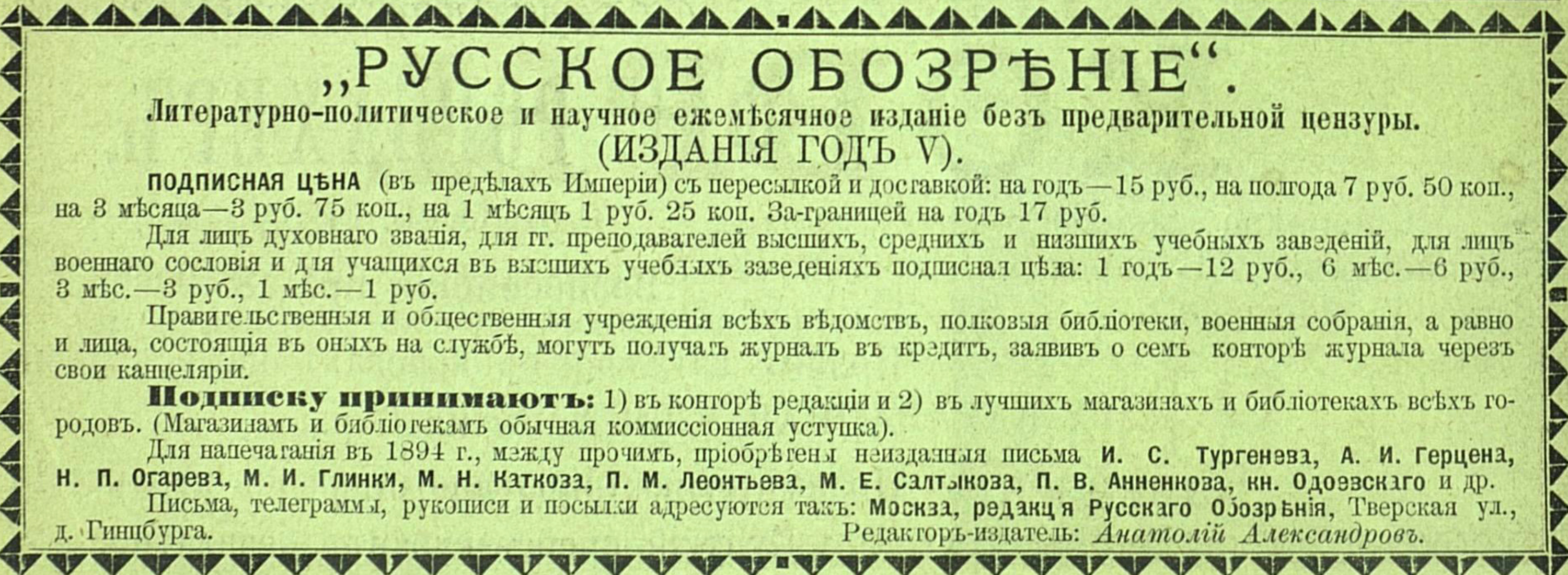
Реклама журнала, 1894 год.

Периодическое печатное издание «Русское обозрение» выходило в городе Москве ежемесячно в период с 1890 по 1898 год на русском языке. В 1898 г. издание прекращалось на майском номере, вышедшем в ноябре 1898 г. В 1901 г. вышел 1 выпуск возобновленного издания и в 1903 г. — еще 3 выпуска.
Первые три года издателем был Н. Боборыкин, редактором — князь Д. Н. Цертелев, затем с 1892 года издателем-редактором был А. Александров. В 1901 издание возобновлено под редакцией А. Ф. Филиппова; вышел 1 выпуск, в 1903 — 3 выпуска.
С самого начала журнал «Русское обозрение» примыкал к консервативному направлению, но такого оттенка, что в нем мог изредка помещать статьи Владимир Сергеевич Соловьёв.
Постепенно журнал стал центральным органом реакционного лагеря и главными его сотрудниками являются В. А. Грингмут (Spectator), Л. А. Тихомиров, Н. П. Гиляров-Платонов, К. П. Победоносцев, М. П. Соловьёв, священник Иосиф Фудель, Ю. Н. Говоруха-Отрок, П. Н. Черняев, проф. Д. В. Цветков, И. И. Ясинский, А. А. Коринфский. В. В. Розанов, до своего разрыва с обскурантизмом, был усердным сотрудником «Русского Обозрения», где была напечатана его статья, усматривающая в Ходынской катастрофе справедливое наказание русской интеллигенции за 1 марта.
Фактическим издателем «Р.о.» был фабрикант Д. И. Морозов, затративший на него свыше 200 000 рублей. Журнал поддерживался и личными субсидиями Александра III.
В чисто литературном отношении журнал велся неумело. Для специалистов известный интерес представлял особый отдел «Материалы для истории новой русской литературы», в котором напечатано много писем русских писателей. Интерес также представляли публиковавшиеся несколько лет «Воспоминания» Афанасия Фета, с многочисленными письмами Ивана Тургенева, Льва Толстого, Василия Боткина. В «Р.о.» печатались письма К. Н. Леонтьева, Ф. М. Достоевского, статьи Д. С. Мережковского, Э. Л. Радлова, В. В. Розанова, Вл. С. Соловьёва, Д. В. Цветаева, переводы из Э. Т. А. Гофмана, Р. Киплинга, П. Бурже, Э. Ренана, П. Лоти, Ги де Мопассана, Г. Сенкевича, Марка Твена.
В «Р.о.» печатались стихи К. Д. Бальмонта, А. А. Голенищева-Кутузова, К. Р. (великого князя К. К. Романова), А. Н. Майкова, Д. С. Мережковского, Я. П. Полонского, Владимир Сергеевич Соловьёвa, Ф. Сологуба, Афанасия Фета.
Прозу представляли М. В. Крестовская, Н. С. Лесков, Е. Л. Марков, Е. А. Салиас, Владимир Сергеевич Соловьёв, И. И. Ясинский.
Есть указатели к «Русскому Обозрению» за первые 5 лет и погодные за следующие года.

## электронное издание журнала
- указатель к 1895—1897 гг. Hathitrust Chicago = Google Books = Internet Archive

### 1.1890
- 1.1890, N° 1+2 (том 1) Hathitrust Chicago = Google Books

### 2.1891
- 2.1891, N° 3+4 (том 8)¹ Hathitrust Chicago
- 2.1891, N° 5+6 (том 9)¹ Hathitrust Illinois
- 2.1891, N° 7+8 (том 10)¹
- 2.1891, N° 9+10 (том 11)¹ Hathitrust Chicago
- 2.1891, N° 11 (том 12)¹ Hathitrust Chicago = Google Books

¹ Официальный пересчет томов согласно титульному листу = тома 1-6 за 1891 год

### 3.1892
- 3.1892, N° 1 (том 13)² Robarts — University of Toronto
- 3.1892, N° 2 (том 13)² Robarts — University of Toronto
- 3.1892, N° 3 (том 14)² Robarts — University of Toronto
- 3.1892, N° 4 (том 14)² Robarts — University of Toronto
- 3.1892, N° 5 (том 15)² Robarts — University of Toronto
- 3.1892, N° 6 (том 15)² Robarts — University of Toronto
- 3.1892, N° 7 (том 16)² Robarts — University of Toronto
- 3.1892, N° 8 (том 16)² Robarts — University of Toronto
- 3.1892, N° 9 (том 17)² Robarts — University of Toronto
- 3.1892, N° 10 (том 17)² Robarts — University of Toronto
- 3.1892, N° 11 (том 18)² Robarts — University of Toronto
- 3.1892, N° 12 (том 18)² Robarts — University of Toronto

² Официальный пересчет томов согласно титульному листу = тома 1-6 за 1892 год

### 4.1893
- 4.1893, N° 1 (том 19) Hathitrust Chicago = Google Books
- 4.1893, N° 2 (том 19) Hathitrust Chicago = Google Books
- 4.1893, N° 3 (том 20) Hathitrust Chicago = Google Books
- 4.1893, N° 4 (том 20) Hathitrust Chicago = Google Books
- 4.1893, N° 5 (том 21) Hathitrust Chicago = Google Books
- 4.1893, N° 6 (том 21) Hathitrust Chicago = Google Books
- 4.1893, N° 7 (том 22) Hathitrust Chicago = Google Books
- 4.1893, N° 8 (том 22) Hathitrust Chicago = Google Books
- 4.1893, N° 9 (том 23) Google Books (U Chicago)
- 4.1893, N° 10 (том 23) Hathitrust Chicago = Google Books
- 4.1893, N° 11 (том 24) Hathitrust Chicago = Google Books
- 4.1893, N° 12 (том 24) Google Books (U Chicago)

### 5.1894 — 6.1895
- 5.1894, N° 7 (том 28) Hathitrust Chicago = Google Books
- 5.1894, N° 8 (том 28) Hathitrust Chicago = Google Books
- 5.1894, N° 10 (том 29) Hathitrust Chicago = Google Books
- 5.1894, N° 11 (том 30) Hathitrust Chicago = Google Books

- 6.1895, N° 1 (том 31) Hathitrust Chicago = Google Books
- 6.1895, N° 12 (том 36) Hathitrust Chicago = Google Books

### 7.1896 — 8.1897
- 7.1896, N° 1-2 (том 37) Hathitrust Chicago = Google Books = Internet Archive
- 7.1896, N° 11 (том 42) Hathitrust Chicago = Google Books = Internet Archive
- 8.1897, N° 1-2 (том 43) Hathitrust Chicago = Google Books = Internet Archive
- 8.1897, N° 3 (том 44)
- 8.1897, N° 4 (том 44) Hathitrust Chicago = Google Books = Internet Archive
- 8.1897, N° 5 (том 45) Hathitrust Chicago = Google Books = Internet Archive

### 9.1898, N° 1 — N° 5
- 9.1898, N° 1 (том 49) Hathitrust Chicago = Google Books = Internet Archive
- 9.1898, N° 2 (том 49) Hathitrust Chicago = Google Books = Internet Archive
- 9.1898, N° 3 (том 50) Hathitrust Chicago = Google Books = Internet Archive
- 9.1898, N° 4 (том 50) Hathitrust Chicago = Google Books = Internet Archive
- 9.1898, N° 5 (том 51) Hathitrust Chicago = Google Books = Internet Archive